# Heidi Fleiss

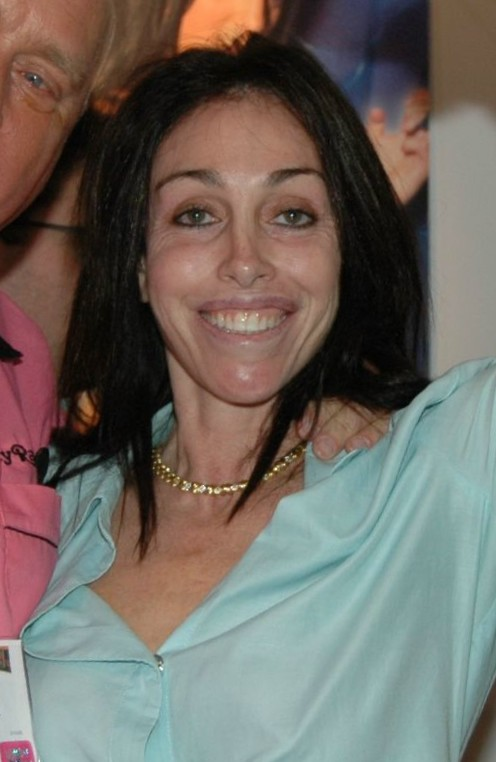
Heidi Fleiss (2006)

Heidi Fleiss (* 30. Dezember 1965 in Los Angeles, Kalifornien) ist eine US-amerikanische Prostituierte, die unter dem Spitznamen „Hollywood Madam“ den berühmtesten Callgirl-Ring Hollywoods der 1990er Jahre aufbaute und leitete.

## Herkunft und Jugend
Fleiss wuchs mit sechs Geschwistern in einer gutbürgerlichen und wohlsituierten US-amerikanischen jüdischen Familie in Los Angeles auf. Ihr Vater ist der Kinderarzt Paul M. Fleiss, ihre Mutter war Lehrerin.
Früh zeigte sich ihr Geschäftssinn. Sie war gerade 12 Jahre alt, als sie Babysitterinnenjobs vermittelte. 1981 verließ sie die High-School ohne Abschluss und war in verschiedenen Berufen, so als Floristin oder als Kellnerin, tätig. Mit 19 Jahren traf sie auf einer Party in Beverly Hills den Unternehmer Bernard Cornfeld, mit dem sie eine Beziehung begann und „der sie in die Welt der Schönen und Reichen Hollywoods einführte“.

## Callgirl-Ring
In dieser Zeit lernte sie über Regisseur Ivan Nagy die Philippinin „Madame Alex“ kennen, die einen Callgirl-Ring unterhielt. Heidi wurde schnell zum „besten Pferd“ in ihrem Stall, hatte aber knapp fünf Jahre später ihren eigenen, weitaus exklusiveren Service aufgebaut. Sie wurde zu einer der meist gefragten Persönlichkeiten Hollywoods – wenn auch hinter vorgehaltener Hand.

„‚Ich habe für meine Mädchen 1.500 Dollar die Nacht verlangt und 2.000 Dollar außerhalb der Stadt’, sagt sie. Und sie schickte ihre Girls nicht nur nach New York, Chicago und Miami, sondern um die ganze Welt. ‚Es gab Männer, die Trinkgelder in Höhe von 5.000 oder 20.000 Dollar gegeben haben. Manche meiner Kunden legten sogar eine Million Dollar obendrauf, die dann drei Mädchen unter sich aufteilten.’“

## Gerichtsverfahren und Verurteilung
Bei ihrer Verhaftung zitterte die Filmbranche, welche Namen aus dem „schwarzen Notizbuch“ der Callgirl-Vermittlerin bekannt würden. Charlie Sheen gab zu, rund 50.000 US-Dollar für ihre Begleitdienste bezahlt zu haben. Die Boulevard-Presse brachte weitere Namen wie Jack Nicholson, Billy Idol, Warren Beatty und Mick Jagger ins Spiel, aber Fleiss sagte dazu:

„Zu den Namen sage ich nichts. Aber Hollywood-Schauspieler waren von geringstem Interesse. Die haben mickrige fünf Millionen Dollar auf dem Konto, verfügen aber über unglaublich aufgeblasene Egos: Die meinen, alles im Leben sei gratis. Als Attitüde ist das völlig uninteressant. Aus gutem Grund konzentrierte ich mich bei meinen Geschäften auf die Superreichen von internationalem Format. Jenes halbe Prozent Multimilliardäre, die meinen Mädchen – und mir – wirklich etwas bieten konnten.“

Und so blieb es bei Vermutungen, wer wirklich zum Kundenkreis gehörte – außer bei Charlie Sheen, der vor Gericht gegen sie ausgesagt hatte.
Fleiss wurde in Los Angeles in einem Zivil- und fünf Strafprozessen angeklagt. Heidis Vater, Paul Fleiss, wurde wegen Geldwäsche mit angeklagt. Beide plädierten auf „nicht schuldig“. Wegen Prostitution oder Kuppelei konnte Fleiss nicht verurteilt werden, diese Verfahren wurden eingestellt. 1994 wurde sie aber wegen Steuerhinterziehung und Geldwäsche zu drei Jahren Gefängnis, 300 Stunden Sozialdienst, 400 US-Dollar Geldstrafe und mit der Auflage verurteilt, eine Drogentherapie zu absolvieren. Sie saß die Strafe im Bundesgefängnis in Dublin, Kalifornien ab und wurde 1998 nach 21 Monaten vorzeitig entlassen. Der Vater war zu einem Tag Gefängnis, 50.000 US-Dollar Geldstrafe, drei Jahren Bewährung und 625 Stunden Sozialdienst verurteilt worden.

## Nach dem Skandal
Tori Amos, mit der sie in den 1980er Jahren befreundet war, besang sie in „The Wrong Band“ ebenso wie Kid Rock in „Cowboy“, Peaches in „Two Guys (For Every Girl)“ und Eric Idle in seinem FCC-Song.
1995 drehte Nick Broomfield einen Dokumentarfilm über ihren Callgirl-Ring und nannte sie erstmals „Hollywood Madam“.
2002 und 2003 kam es zu Aufsehen und gerichtlichen Verfahren, weil ihr damaliger Lebensgefährte Tom Sizemore sie geschlagen haben soll und Fleiss erneut Drogenprobleme nachgesagt wurden.
2003 warb Fleiss für „Daily Planet“, Australiens größtes und weltweit erstes börsennotiertes Bordell. Das Melbourner Etablissement verschwand aber bald wieder aus den Schlagzeilen, der Börsengang war vor allem ein Werbespektakel gewesen.
2004 verkaufte Fleiss die Rechte an ihrer Geschichte an die Paramount Studios.
Ihre Geschichte wurde unter dem Titel „The Rise and Fall of Heidi Fleiss“ („Ein Hollywood-Callgirl - Aufstieg und Fall der Heidi Fleiss“) von Charles McDougall mit Jamie-Lynn DiScala in der Hauptrolle verfilmt.
Bis 2005 lebte Fleiss in Beverly Hills, arbeitete unter anderem für Fox News und war Eigentümerin der Boutique „Hollywood Madam“ in West Hollywood.
Fleiss nahm an der 3. Staffel der Reality-TV-Show Celebrity Rehab with Dr. Drew teil und ließ sich während eines Drogenentzuges begleiten.

## Hengstfarm
2005 erwarb Fleiss in Pahrump, einem kleinen Ort an der Grenze des US-Bundesstaates Nevada zu Kalifornien, ein Grundstück, auf dem sie ihre Pläne für eine „Hengstfarm“ – ein Bordell für Frauen – verwirklichen wollte. Das Haus sollte Platz für zwanzig Callboys haben, die sich zu einem Stundenlohn von mindestens 250 US-Dollar um die ausschließlich weibliche Kundschaft kümmern sollten. Da sich die Pläne zunächst nicht umsetzen ließen, eröffnete sie einen Waschsalon namens Dirty Laundry. 2009 gab sie diese Pläne auf.
Weiterhin betreibt Fleiss mit Victoria Sellers, der Tochter des Schauspielers Peter Sellers, einen Porno-Netzauftritt.
Im Oktober 2013 wurde Heidi Fleiss wegen Drogenbesitzes erneut festgenommen.